# Мејсон (Западна Вирџинија)
Мејсон (енгл. Mason) град је у америчкој савезној држави Западна Вирџинија.

## Демографија
По попису из 2010. године број становника је 968, што је 96 (-9,0%) становника мање него 2000. године.
| Група             | 2000.         | 2010.       |
| Белци             | 1.028 (96,6%) | 927 (95,8%) |
| Афроамериканци    | 1 (0,1%)      | 3 (0,3%)    |
| Азијати           | 3 (0,3%)      | 14 (1,4%)   |
| Хиспаноамериканци | 5 (0,5%)      | 0 (0,0%)    |
| Укупно            | 1.064         | 968         |